# Kalmious
Le Kalmious (en ukrainien : Кальміус) est un fleuve d'Ukraine, qui draine le bassin du Donets et arrose la ville de Marioupol avant de se jeter dans la mer d'Azov.

## Géographie
Le Kalmious prend sa source à Yassynouvata, sur le Plateau du Donets, à une altitude de 257 mètres, et coule dans l'oblast de Donetsk en direction du sud. À Marioupol, il reçoit les eaux de la rivière Kaltchyk, peu avant son embouchure dans la mer d'Azov.
Le Kalmious est long de 209 km et draine un bassin de 5 070 km2. Son débit moyen est de 8,25 m3 s−1 à Sartana, près de Marioupol. Le Kalmious est gelé de décembre à fin février.
Le Kalmious arrose les villes de Donetsk, Kalmiouske et Marioupol.
Le Kalmious est connecté à la rivière Donets par le Canal Siversky Donets-Donbass, qui capte les eaux du Donets face à la localité de Raïhorodok, et les oriente vers le sud. Ce canal alimente en eau potable une part du Donbass ainsi que les nombreuses industries de la région.
Kalmious était également le nom d'une forteresse cosaque du XVIe siècle.

## Affluents
- de rive droite Hrouzka
- de rive droite Kaltchyk